# ATP Challenger Bad Lippspringe
Der ATP Challenger Bad Lippspringe (offiziell: Bad Lippspringe Challenger) war ein Tennisturnier, das 1997 einmal in Bad Lippspringe, Nordrhein-Westfalen, stattfand. Es gehörte zur ATP Challenger Tour und wurde in der Halle auf Teppich gespielt. Michael Kohlmann gewann beide Konkurrenzen der einzigen Ausgabe.

## Liste der Sieger

### Einzel
| Jahr | Sieger           | Finalgegner      | Ergebnis      |
| ---- | ---------------- | ---------------- | ------------- |
| 1997 | Michael Kohlmann | Rainer Schüttler | 4:6, 7:6, 7:5 |

### Doppel
| Jahr | Sieger                         | Finalgegner              | Ergebnis      |
| ---- | ------------------------------ | ------------------------ | ------------- |
| 1997 | Tuomas Ketola Michael Kohlmann | Dirk Dier Lars Koslowski | 4:6, 6:3, 7:5 |